# Stará Turá
Stará Turá (deutsch Altturn, ungarisch Ótura) ist eine Stadt in der Westslowakei.

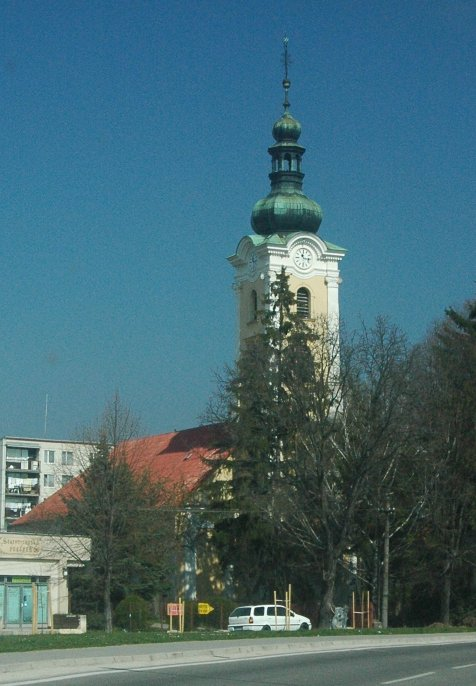
Kirche in Stará Turá

Sie wurde 1392 zum ersten Mal schriftlich erwähnt und gliedert sich in folgende sechs Stadtteile:
- Černochov Vrch
- Jazviny
- Papraď (dazu auch Ansiedlung Sadloňova)
- Stará Turá
- Súš
- Topolecká

## Verkehrsanbindung
Die Gemeinde ist an das öffentliche regionale Busnetz sowie an die Bahnstrecke Nové Mesto nad Váhom–Veselí nad Moravou angeschlossen.

## Bevölkerung
| Jahr                | 1994   | 2004    | 2014    | 2024    |
| ------------------- | ------ | ------- | ------- | ------- |
| Anzahl der Personen | 10.692 | 10.073  | 9172    | 8259    |
| Unterschied         |        | −5,78 % | −8,94 % | −9,95 % |

| Jahr                | 2023 | 2024    |
| ------------------- | ---- | ------- |
| Anzahl der Personen | 8379 | 8259    |
| Unterschied         |      | −1,43 % |

## Städtepartnerschaften
- Kunovice, Tschechien

## Persönlichkeiten
Söhne und Töchter der Gemeinde:
- Kristina Roy (1860–1936), Schriftstellerin.
- Viliam Vagač (1909–1970), SDB, katholischer Priester, Jugendseelsorger, religiöser Gefangener (zu 18 Jahren Gefängnis verurteilt).[4]